# Aranka (növénynemzetség)
Az aranka (Cuscuta) az összenőtt szirmú szulákfélék (Convolvulaceae) családjába tartozó nemzetség. Korábbi rendszertanokban az önálló Cuscutaceae család egyetlen nemzetségeként is kezelték. Magyar népies nevei: aranyfonalfű, boldogasszony haja, fecskefonal, fonalfűnyüg, görényfű, hajnevelőfű, herefene, herefojtó, köszvényfű, lucernakosz, paplanfű, pippany.
Neve az arany szóból keletkezett -ka kicsinyítőképzővel. Apró, jellegzetes aranysárga virágai és ugyanilyen színű, a növényekre felkúszó cérnavékony szárának színe alapján történt az elnevezése.

## Leírása
Levéltelen és lágyszárú, klorofillt nem tartalmazó, halványsárgás színű, később gyökér nélküli, élősködő gyomnövények. Fonálszerű szárukon virágzatokban apró, húsos virágai vannak, amelyeknek csészéje 4-5 hasábú, szirma harang vagy korsó alakú, a szirom csövéhez nőtt 4-5 porzója van, a toktermés kétüregű, négymagvú.

## Fajai
A Magyarországon honos arankafajok közül jelentékenyebb károkat az alábbiak okoznak:
- A lenfojtó aranka (Cuscuta epilinum Weihe) a lenvetésben tesz kárt, de megél a lóherén és lucernán is, amelyen különben a herefojtó és az illatos aranka él.
- A herefojtó vagy kisaranka (Cuscuta trifolii Bab.), lóherén és lucernán élősködik, vékony szálú, ún. „ördögcérna”.
- Az illatos, vagy nagy aranka (Cuscuta campestris Yuncker, syn.: Cuscuta arvensis Beyr.), szintén lóherén és lucernán élősködik, szála durvább, rostosabb, zöldessárga. Paprikán, paradicsomon stb. is megél.
- A kakukkfűfojtó aranka (Cuscuta epithymum /L./ L.) károsíthat lucernában, de főként különböző füveken élősködik.
- A közönséges aranka, vagy  aranyfonalfű (Cuscuta europaea L.) szára vöröslő vagy sárgás, leginkább sziromtalan növényeken él (fűz, csalán, komló stb.), de előfordul csillagfürtön is.
- A többi faj vadon növő növényeken élősködik.

## Kártétele
Az aranka magja a talajban csírázik, a csíra szőrös és süvegtelen gyököcskéje a földbe furakodva szilárd helyzetbe kerül, a szárrésze felfelé irányul, és ingaszerű mozgást (nutációt) végez, ami közben a gazdanövényre rátalál, növekedésénél fogva rácsavarodik és a gazdanövénnyel érintkező oldalán apró dudorok alakjában, szívókat fejleszt, melyek a gazdanövény szárára erősen ráilleszkedve, attól a kész táplálékot elvonják. Ezáltal a gazdanövényt gyengítik, sőt el is pusztítják, és ezzel a termesztett növényi kultúrákban nagy kárt okoznak.
Az aranka a fitoplazma-baktériumok fertőzési vektora is lehet.
A zöld vetésben eleinte halvány kerek folt alakjában jelentkeznek, amely mindinkább nagyobbodik, terjed. Nagy mértékű károsításának megakadályozására irtani kell, amit jogszabály is előír, és terjedését különféle előírásokkal igyekeznek megakadályozni.

## Védekezés
Az aranka irtása vagy úgy történik, hogy az arankás foltot felkapálják és még hozzá 1 méternyi sávot, azután szalmával behintik, és ott helyben elégetik, vagy pedig az arankás foltot lekaszálják az ép lóherés 1 m-nyi sávjával, azután a foltot 30 cm vastagságban lótrágyával, vagy földdel befedik. 3-4 hét múlva a foltról a trágyát eltávolítják, mire a lóhere ismét növekedésnek indul, az aranka pedig ez idő alatt kipusztult.
Újabban inkább ajánlják, hogy a foltot le kell kaszálni, felkapálni és a kikapált növényeket jó mélyen a föld alá temetni. Ez az irtási mód a többinél olcsóbb és célszerűbb. Az arankás lóherét, vagy lucernát nem szabad a foltról elhordani, mert az aranka elhullott szárrészei a gazdanövényhez jutnak, és új foltot hoznak létre. Az aranka terjedése leginkább arankamentes, tiszta vetőmag használatával előzhető meg.
Arankairtás céljából ún. foltkezelés is lehetséges, mely során általában totális herbiciddel az arankát gazdanövényével együtt foltszerűen elpusztítják. Használható főbb hatóanyagok 2013-ban: glifozát, diquat-dibromid, pendimetalin stb. (Forrás: Vidékfejlesztési Minisztérium: Növényvédő szerek, termésnövelő anyagok 2013 I.)

## Képek
|  |  |  |  |  |

## Kulturális vonatkozások
Veres Péter Almáskert című elbeszélésében hangzik el az egyik szereplő szájából: „Emlékszel-e mennyit beszélgettünk róla, hogy a munkásból és parasztból lett forradalmárnak igazi értelmiségivé kell válni a forradalom után, mert különben a bürokrácia nő rá a forradalomra, mint a lucernára az aranka.”